# Plan de Ayala, Navolato
Plan de Ayala är en ort i Mexiko.   Den ligger i kommunen Navolato och delstaten Sinaloa, i den västra delen av landet, 1 100 km nordväst om huvudstaden Mexico City. Plan de Ayala ligger 7 meter över havet och antalet invånare är 305.
Terrängen runt Plan de Ayala är mycket platt. Runt Plan de Ayala är det ganska tätbefolkat, med 155 invånare per kvadratkilometer. Närmaste större samhälle är Navolato, 14,3 km norr om Plan de Ayala. Trakten runt Plan de Ayala består till största delen av jordbruksmark.